# Angie Stone

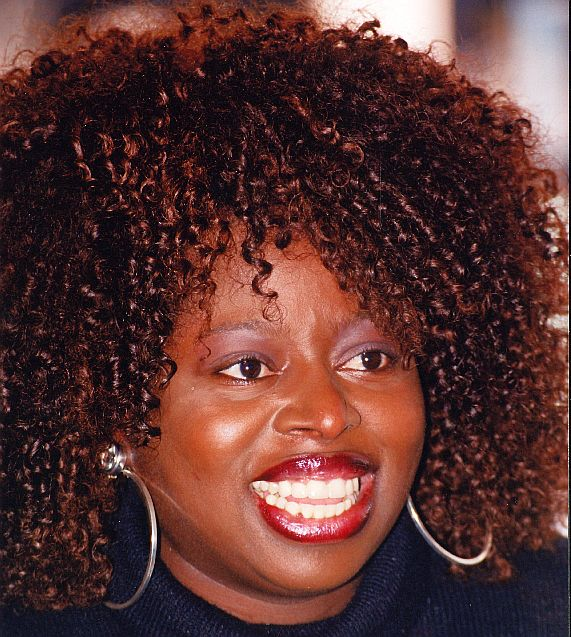
Angie Stone (1997)

Angie Stone, właśc. Angela Laverne Brown (ur. 18 grudnia 1961 w Columbii, zm. 1 marca 2025 w Montgomery) – amerykańska piosenkarka R&B i soul.

## Życiorys
Urodziła się i dorastała w mieście Columbia w amerykańskim stanie Karolina Południowa. W młodości śpiewała w kościelnym chórze.
Na początku lat 80. była członkinią funkowego tria The Sequence.
W latach 90. wraz z grupą Vertical Hold wylansowali singel "Seems You're Much Too Busy" oraz dwa albumy A Matter of Time (1993) oraz Head First (1995).
W 1996 roku wraz z Gerrym DeVaux (kuzynem Lenny’ego Kravitza) stworzyli zespół Devox. Nagrali jeden album, który ukazał się tylko w Japonii.
Jej pierwszy solowy album Black Diamond wydany został 28 września 1999 roku i szybko zdobył status platynowego. 16 października 2001 wydała kolejną również platynową płytę Mahogany Soul następnie 6 lipca 2004 roku Stone Love. Jej kolejny album wydany w październiku 2007 to The Art of Love & War, a następny to Unexpected, wydany w listopadzie 2009.
Zginęła 1 marca 2025 w wypadku samochodowym w Montgomery, w stanie Alabama, w trakcie powrotu z występu.

## Dyskografia
źródło:.

### Albumy studyjne
- Black Diamond (1999)
- Mahogany Soul (2001)
- Stone Love (2004)
- The Art of Love & War (2007)
- Unexpected (2009)
- Rich Girl (2013)
- Full Circle (2019)

### Kompilacje
- Stone Hits: The Very Best of Angie Stone (2005)